# مکسول کونادو
مکسول کونادو (انگلیسی: Maxwell Konadu؛ زادهٔ ۴ دسامبر ۱۹۷۲) بازیکن فوتبال اهل غنا بود.
از باشگاه‌هایی که در آن بازی کرده‌است می‌توان به باشگاه فوتبال لیریا، باشگاه فوتبال صفاقسی، و باشگاه فوتبال بیرامار اشاره کرد.
وی همچنین در تیم ملی فوتبال غنا بازی کرده‌است.